# Momar Lô
 (décembre 2022).
Pour les articles homonymes, voir Lô.
Momar Lô, né le 24 décembre 1948 à Linguère, dans le Nord du Sénégal, est un instituteur, un écrivain et un syndicaliste sénégalais. Il milite à la Ligue démocratique/Mouvement pour le parti du travail ainsi qu'au Parti démocratique sénégalais. 

## Biographie

### Jeunesse et éducation
Issu d'une famille monogame de neuf enfants, Momar Lô est le fils d'un menuisier travaillant pour l'administration coloniale à Linguère (Alé Lô) et d'une femme au foyer (Ngouille Kane). Ndeye Dado Lô, sœur ainée de Momar Lô, est la première de la fratrie à fréquenter l'école française, trois autres enfants de cette famille y vont. Dès ses trois ans, Momar Lô est formé à l' école coranique, il est élève de Baye Samba Diaw. Il fréquente, à l'âge de sept ans, l'école régionale de Linguère. En 1963, il est inscrit en classe de sixième au lycée de Saint-Louis, alors capitale du Sénégal. Le seul moyen de transport pour y parvenir est le train. En 1968, il va en classe de seconde, filière C (ancienne filière française dont le programme est principalement mathématique). En 1971, après l'obtention du baccalauréat, il étudie les mathématiques et la physique-chimie, à l'Université de Dakar. Il participe à des réunions syndicales étudiantes. Renvoyé en 1973, il commence en 1975 une formation d'instituteur.

### Carrière d'instituteur
En tant que professeur des écoles, il est affecté loin de chez lui, à Saré Dembéyel (à 23 km de Dabo), où des mines se situent à proximité. Il enseigne en français, mais apprend aussi le mandingue et le poular. Il change d'école et devient directeur en 1995, où il encourage la scolarisation féminine (une quarantaine de filles est inscrite). Il se forme en informatique, son école, qui obtient une salle d'informatique en 2005-2006, est l'une des premières à bénéficier d'internet. 

### Militantisme politique
En 1988, il adhère au mouvement « Abdoo ci doy », qui soutient le président Abdou Diouf. Entre 1988 et 2000, Momar milite au  Parti Démocratique Sénégalais (PDS), section Linguère. En 2 000, il milite à la Ligue Démocratique/Mouvement pour le Parti du Travail mais, critiquant les dirigeants du parti, il est mis à l'écart (on ne l'informe plus des actualités du parti). Il démissionne et se retire de la vie politique, mais continue ses activités syndicales jusqu'à sa retraite. Il vit sous la colonisation française, la fédération du Mali et enfin le Sénégal. D'après Ndiouga Diagne, biographe sur le Maitron, il resta toujours fidèle à ses convictions personnelles, en dépit de ses oppositions contre des autorités locales et nationales
. 

#### Prises de position
Momar Lô déclare, à l'occasion d'un entretien : « L’instruction des enfants constitue un moyen d’ascension sociale qui peut permettre aux écoliers d’acquérir des connaissances théoriques et pratiques. De là, ils pourront prendre conscience de la nécessité de participer activement aux affaires de la cité et au développement du pays. C’est là qu’il faut consentir les efforts pour assurer une bonne formation des élèves ». 
Il caractérise l'engagement ainsi : « L’engagement, d’un fils du terroir de surcroit un citoyen, exige un don de soi. Il suppose une détermination à aller jusqu’au bout, quels que soient les obstacles. C’est aussi privilégier les intérêts collectifs au profit des intérêts individuels ». 
Momar Lô évoque aussi une perte de valeurs de la société sénégalaise, par exemple l'arbre à palabres qui jouait un rôle éducatif et sous lequel tout adulte joue le rôle des parents. 
Momar Lô prend une position que l'on pourrait qualifier de féministe, selon laquelle il faut désenchaîner les femmes par l'éducation. 